# Gerippter Gas-Ritterling
Der Gerippte Gas-Ritterling oder Birken-Ritterling (Tricholoma stiparophyllum, syn. Tricholoma pseudoalbum) ist ein Blätterpilz aus der Familie der Ritterlingsverwandten (Tricholomataceae). Der mittelgroße bis große Ritterling hat einen überwiegend weißlichen, im Alter oft ockergelb-fleckigen Hut mit einem kurzgerippten Rand und einem starken, unangenehmen Geruch. Der ungenießbare Mykorrhizapilz schmeckt sehr scharf. Er ist überwiegend mit Birken vergesellschaftet und über nahezu ganz Europa verbreitet.

## Merkmale

### Makroskopische Merkmale
Der recht fleischige Hut ist starr, brüchig und 4–10 cm breit. Er ist anfangs kegelig oder halbkugelig, dann gewölbt und später mehr oder weniger ausgebreitet. Die Hutmitte ist oft flach gebuckelt oder etwas eingedrückt. Der Rand bleibt lange eingerollt und ist besonders bei großen, reifen Exemplaren kurz gerippt. Die glatte, matte bis seidige Hutoberfläche ist mehr oder weniger weißlich und besonders in der Hutmitte wolkig-fleckig gelbocker oder gelbbraun gefärbt. Im Alter wird der gesamte Hut oft bräunlich oder ockerfleckig.
Die untermischten, schmalen Lamellen stehen ziemlich dicht und sind ausgebuchtet am Stiel angewachsen. Teilweise können sie auch mit einem Zahn daran herablaufen. Die Lamellen sind weiß und haben im Alter oft kleine, rostfarbige Flecken. Das Sporenpulver ist weiß.
Der zylindrische und oft verbogene Stiel ist 5–10 cm lang und 1–1,5 (–3) cm breit. Die Stielbasis kann bisweilen etwas zugespitzt sein. Die Stielrinde ist matt, weißlich und kann bräunliche Flecken haben oder bräunlich überhaucht sein. Das Stielinnere ist vollfleischig.
Das Fleisch ist weißlich und kann manchmal einen gelblichen Ton haben. Es verfärbt sich nicht und ist starr und fest. Der Geruch ist stark und unangenehm und wird sehr unterschiedlich beschrieben. Er soll gasartig stinkend oder erdartig (unangenehm wie verkoteter Scheunenboden) riechen. Das Fleisch schmeckt oft bitterlich, etwas mehlig, aber immer nach einigem Kauen brennend scharf.

### Mikroskopische Merkmale
Die breit ellipsoiden bis länglichen Sporen messen 5,0–7,0 × 3,4–4,5 µm und haben einen ziemlich langen Apiculus. Der Q-Wert (Quotient aus Sporenlänge und -breite) ist durchschnittlich 1,4–1,5.
Die viersporigen Basidien sind 26–32 µm lang und 5,0–7,0 µm breit. Die Lamellenschneide ist fertil, Zystiden fehlen. Die Hutdeckschicht ist eine Cutis aus 2,5–7,0 µm breiten, zylindrischen Hyphen. Die Hyphenenden sind zylindrisch bis leicht keulig und messen 20–45 × 3,5–9,0 µm. Die Subpellis ist nicht vom Huttrama zu unterscheiden, das aus aufgeblasenen Elementen besteht, die 18–45 × 3,0–11 µm messen. Die Pigmente in der Hutdeckschicht sind blass und kommen intrazellulär vor. Auch die Stipitipellis ist eine Cutis aus schmalen, zylindrischen, 2,5–6,0 µm breiten Hyphen. Vereinzelt findet man auch Caulozystiden. Diese sind einfach, zylindrisch oder unregelmäßig geformt und messen 15–35 × 3,0–5,0 µm, ihre Zellwände sind hyalin und farblos. Schnallen sind selten, kommen aber an vielen Septen der Hutdeckschicht und der Stielrinde vor.

## Artabgrenzung
Die klassische Verwechslungsart des Gerippten Gas-Ritterlings ist der Unverschämte Ritterling (Tricholoma lascivum), der einen ebenso widerlichen, leuchtgasartigen Geruch hat, aber mit Eichen oder Buchen vergesellschaftet ist. Noch schwerer ist er vom Strohblassem Ritterling (Tricholoma album) zu unterscheiden, weil dieser Ritterling mitunter auch bei Birken vorkommen kann. Der Gerippte Gas-Ritterling unterscheidet sich durch seine größeren und kräftigeren Fruchtkörper, seinen unregelmäßig verbogenen Hut, dessen Rand häufig gerippt ist und durch die regelmäßigeren und gedrängter stehenden Lamellen.
Der Hut des Unverschämten Ritterlings ist mehr gelblich-graue gefärbt und hat deutlich größere Sporen. Die Art kommt überwiegend bei Buchen oder Eichen auf besseren Böden vor.

## Ökologie und Verbreitung

Europäische Länder mit Fundnachweisen des Gerippten Gasritterlings.
Legende:
Länder mit Fundmeldungen
Länder ohne Nachweise
keine Daten
außereuropäische Länder

Die Art ist in Europa weit verbreitet, aber nicht häufig. Man findet ihn von der Subarktis bis ins Mittelmeergebiet, gebietsweise kann der Pilz allerdings recht häufig sein. Genauere Angaben über die Häufigkeit des Pilzes sind auch deshalb schwierig, weil er oft nicht von ähnlichen Arten unterschieden wird.
Der Ektomykorrhizapilz ist in der Regel mit Birken vergesellschaftet. Aber auch Fichten, Pappeln, Rotbuchen und Eichen sollen als Wirte infrage kommen. Man findet den Ritterling in Laub- und Nadelmischwäldern auf mehr oder weniger sauren bis neutralen, eher nährstoffarmen, nicht zu trockenen und zu feuchten, sandigen Böden. Selten kommt er auch auf Kalkböden vor.

## Systematik
N. Lund, ein Schüler von E.M. Fries, beschrieb die Art erstmals 1845 als Agaricus stiparophyllus.  Seine Beschreibung bezieht sich auf einen größeren Ritterling mit weißlich-gelblichem Hut, der stark an den Gerippten Ritterling (T. acerbum) erinnert und sowohl einen starken Geruch als auch einen scharfen Geschmack hat. N. Lund hatte den Pilz in der Gegend um Stockholm gesammelt. Hermann Karsten stellte das Taxon 1879 als Tricholoma stiparophyllum in die Gattung Tricholoma und übernahm dabei das ursprüngliche Artkonzept. Legt man die Originaldiagnose zugrunde, so muss man T. pseudoalbum, der 1970 von M. Bon beschrieben wurde, als Synonym ansehen. Auch Tricholoma album im Sinne des dänischen Mykologen J.E. Lange (1935), ist synonym. Zudem dürfte auch die von P.A. Karsten beschriebene Art Tricholoma raphanicum ein Synonym sein.

## Bedeutung
Der scharf, teilweise auch bitterlich schmeckende Pilz hat zudem einen ausgesprochen widerlichen Geschmack und ist daher ungenießbar.